# Toros de Guisando

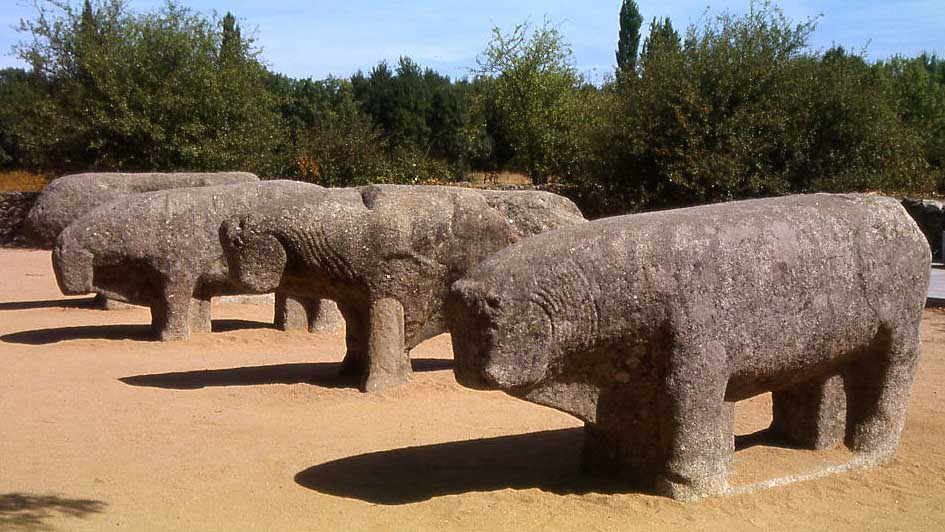
Toros de Guisando

Die Toros de Guisando sind eine Gruppe von vier in Reihe stehenden Stierskulpturen aus dem 5. bis 3. Jahrhundert v. Chr.; sie gehören zur Gruppe der Verracos.

## Lage
Die Toros de Guisando stehen im Osten der heutigen Provinz Ávila auf dem Gemeindegebiet von El Tiemblo nahe der Grenze zur Provinz Madrid in einer Höhe von ca. 650 m ü. d. M. Ein Bachlauf und einer der vielen Viehtriebwege Spaniens (Cañadas Reales) führen ganz in der Nähe vorbei.

## Beschreibung
Die vier massig wirkenden und aus Granit gefertigten Stierfiguren (Höhe ca. 1,40 m; Länge ca. 2,10 m) bilden eine Reihe in Nord-Süd-Richtung; die Köpfe blicken demnach genau nach Osten – also in Richtung der aufgehenden Sonne. Auf den Köpfen von zweien der Tiere sind deutlich Löcher zu erkennen, in welche ehemals die Hörner eingesteckt werden konnten. Herabhängende sowie seitliche – eindeutig an Rinder erinnernde – Hautfalten am Hals sind ebenfalls vorhanden. Bei dreien der Stiere sind deutlich die herabhängenden Schwänze mit Quasten zu sehen; bei einem anderen der Hodensack. Die Beine der Stiere stehen nicht frei, sondern sind – wegen der besseren Standfestigkeit – über eine längsrechteckige Bodenplatte und durch kleine kubische Blöcke – Reste der ursprünglichen Granitsteine – miteinander verbunden.
Der südlichste der vier Stiere trägt auf seinem Rücken eine lateinische Inschrift, die etwa wie folgt gelesen werden kann: LONGINUS PRISCO, CALAETQ PATRI.F.C.. (Übersetzung: Longinus vom Stamme der Calaeticer zur Erinnerung an seinen Vater Priscus).

## Einordnung
In der Mitte und im Westen Spaniens gibt es eine Vielzahl einzeln stehender Tierskulpturen (verracos) – allein in der Provinz Ávila sind es über hundert; andere befinden sich in den Provinzen Salamanca, Zamora und Cáceres. Einige Skulpturen sind durch ihre Hauer eindeutig als Eber gekennzeichnet; andere sind Stieren ähnlicher und wieder andere befinden sich in äußerst schlechtem Erhaltungszustand, so dass die einheimische Bevölkerung sie scherzhaft auch als burros (= „Esel“) oder mulas (= „Maultiere“) bezeichnet hat. Sie werden der Kultur der Iberer oder der Keltiberer, speziell den Vettonen, d. h. dem 8. bis 5. Jahrhundert v. Chr., zugeordnet. Da sie meist einzeln stehen und keine einheitliche Orientierung festzustellen ist, wird immer wieder aufs Neue spekuliert, ob die Aufstellung von vieren in einer Reihe ursprünglich ist oder erst in späterer Zeit erfolgte.
Die Toros de Guisando gelten einigen als Beleg für die lange zurückreichende Tradition des Stierkultes – vielleicht auch des Stierkampfes – auf der Iberischen Halbinsel.

## Historische Bedeutung
- Bei den Toros de Guisando fand am 18. September 1468 die Proklamation Isabellas I. als Prinzessin von Asturien und somit als kastilische Thronfolgerin statt. Eine am Ort aufgestellte Gedenktafel erinnert noch heute an das für die spanische Geschichte äußerst wichtige Ereignis. Das originale Dokument des Vertrages existiert nicht. Dennoch gibt es einige Kopien, die den Zeitgenossen gehört haben.[2]
- Im Roman Don Quichote von Miguel de Cervantes Saavedra werden die Stiersteine mehrfach erwähnt.
- Im Gedicht Llanto por Ignacio Sánchez Mejías von Federico García Lorca werden die Toros de Guisanto ebenfalls erwähnt.